# Nuoto ai campionati europei di nuoto 2018 - 100 metri rana femminili
La gara dei 100 metri rana femminili degli Europei 2018 si è svolta il 4 e 5 agosto 2018. Al mattino del 4 agosto si sono svolte le batterie e nel pomeriggio le semifinali, mentre la finale si è disputata nel pomeriggio del 5 agosto.

## Podio
| Pos.    | Atleta              | Nazione  |
| ------- | ------------------- | -------- |
| Oro     | Julija Efimova      | Russia   |
| Argento | Rūta Meilutytė      | Lituania |
| Bronzo  | Arianna Castiglioni | Italia   |

## Record
Prima della manifestazione il record del mondo (RM), il record europeo (EU) e il record dei campionati (RC) erano i seguenti:
|  | 1'04"13 | Lilly King     | 25 luglio 2017 Budapest   |
|  | 1'04"35 | Rūta Meilutytė | 29 luglio 2013 Barcellona |
|  | 1'06"16 | Rūta Meilutytė | 17 maggio 2016 Londra     |

Durante la competizione è stato migliorato il seguente record:
|  | 1'05"87 | Julija Efimova |
|  | 1'05"53 | Julija Efimova |

## Risultati

### Batterie
| Pos. | Batteria | Corsia | Atleta                  | Nazionalità | Tempo   | Note |
| ---- | -------- | ------ | ----------------------- | ----------- | ------- | ---- |
| 1    | 4        | 4      | Rūta Meilutytė          | Lituania    | 1'06"89 | Q    |
| 2    | 4        | 5      | Arianna Castiglioni     | Italia      | 1'07"13 | Q    |
| 3    | 5        | 4      | Julija Efimova          | Russia      | 1'07"25 | Q    |
| 4    | 4        | 3      | Siobhan-Marie O'Connor  | Regno Unito | 1'07"32 | Q    |
| 5    | 3        | 4      | Jessica Vall            | Spagna      | 1'07"53 | Q    |
| 6    | 4        | 6      | Marina García Urzainqui | Spagna      | 1'07"62 | Q    |
| 7    | 4        | 7      | Sophie Hansson          | Svezia      | 1'07"70 | Q    |
| 8    | 5        | 6      | Martina Carraro         | Italia      | 1'07"83 | Q    |
| 9    | 3        | 3      | Rikke Møller Pedersen   | Danimarca   | 1'07"90 | Q    |
| 10   | 3        | 6      | Vitalina Simonova       | Russia      | 1'07"92 | Q    |
| 11   | 5        | 0      | Anna Sztankovics        | Ungheria    | 1'08"05 | Q    |
| 12   | 3        | 7      | Fanny Lecluyse          | Belgio      | 1'08"17 | Q    |
| 13   | 5        | 8      | Imogen Clark            | Regno Unito | 1'08"41 | Q    |
| 14   | 4        | 8      | Ida Hulkko              | Finlandia   | 1'08"48 | Q    |
| 15   | 3        | 5      | Mona McSharry           | Irlanda     | 1'08"53 | Q    |
| 15   | 3        | 8      | Matilde Schrøder        | Danimarca   | 1'08"53 | Q    |
| 15   | 5        | 5      | Sarah Vasey             | Regno Unito | 1'08"53 |      |
| 18   | 4        | 2      | Jenna Laukkanen         | Finlandia   | 1'08"56 |      |
| 18   | 5        | 3      | Tes Schouten            | Paesi Bassi | 1'08"56 |      |
| 20   | 3        | 2      | Natalia Ivaneeva        | Russia      | 1'08"64 |      |
| 21   | 5        | 2      | Jessica Steiger         | Germania    | 1'08"88 |      |
| 22   | 1        | 4      | Anna Wermuth            | Danimarca   | 1'08"93 |      |
| 23   | 5        | 7      | Chloé Tutton            | Regno Unito | 1'08"94 |      |
| 24   | 2        | 5      | Jessica Eriksson        | Svezia      | 1'08"99 |      |
| 25   | 3        | 1      | Fanny Deberghes         | Francia     | 1'09"11 |      |
| 26   | 5        | 9      | Lisa Mamié              | Svizzera    | 1'09"14 |      |
| 27   | 4        | 0      | Maria Romanjuk          | Estonia     | 1'09"18 |      |
| 28   | 5        | 1      | Kotryna Teterevkova     | Lituania    | 1'09"22 |      |
| 29   | 4        | 1      | Weronika Hallmann       | Polonia     | 1'09"28 |      |
| 30   | 2        | 6      | Tatiana Chișca          | Moldavia    | 1'09"31 |      |
| 31   | 2        | 1      | Anastasya Gorbenko      | Israele     | 1'09"44 |      |
| 32   | 3        | 0      | Viktoriya Zeynep Güneş  | Turchia     | 1'09"70 |      |
| 33   | 2        | 3      | Tjaša Vozel             | Slovenia    | 1'09"87 |      |
| 34   | 2        | 2      | Thea Blomsterberg       | Danimarca   | 1'09"91 |      |
| 35   | 2        | 7      | Dalma Sebestyén         | Ungheria    | 1'10"21 |      |
| 36   | 1        | 6      | Alina Bulmag            | Moldavia    | 1'10"35 |      |
| 36   | 1        | 2      | Cornelia Pammer         | Austria     | 1'10"35 |      |
| 38   | 1        | 3      | Nikoletta Pavlopoulou   | Grecia      | 1'10"49 |      |
| 39   | 2        | 0      | Stina Kajsa Colleou     | Norvegia    | 1'10"78 |      |
| 40   | 1        | 5      | Sara Staudinger         | Svizzera    | 1'10"96 |      |
| 41   | 2        | 8      | Raquel Pereira          | Portogallo  | 1'11"22 |      |
| 42   | 3        | 9      | Tina Čelik              | Slovenia    | 1'11"44 |      |
| 43   | 2        | 4      | Elena Guttmann          | Austria     | 1'11"53 |      |
| 44   | 1        | 1      | Kristýna Horská         | Rep. Ceca   | 1'11"80 |      |
| 44   | 1        | 7      | Lea Polonsky            | Israele     | 1'11"80 |      |
| 46   | 1        | 8      | Maria Harutjunjan       | Estonia     | 1'11"97 |      |
| 47   | 2        | 9      | Veera Kivirinta         | Finlandia   | 1'12"00 |      |
| 48   | 4        | 9      | Andrea Podmaníková      | Slovacchia  | 1'12"18 |      |

### Semifinali

#### Semifinale 1
| Pos. | Corsia | Atleta                  | Nazionalità | Tempo   | Note |
| ---- | ------ | ----------------------- | ----------- | ------- | ---- |
| 1    | 5      | Siobhan-Marie O'Connor  | Regno Unito | 1'06"99 | Q    |
| 2    | 4      | Arianna Castiglioni     | Italia      | 1'07"01 | Q    |
| 3    | 3      | Marina García Urzainqui | Spagna      | 1'07"58 | Q    |
| 4    | 6      | Martina Carraro         | Italia      | 1'07"71 | Q    |
| 5    | 2      | Vitalina Simonova       | Russia      | 1'07"90 |      |
| 6    | 7      | Fanny Lecluyse          | Belgio      | 1'07"95 |      |
| 7    | 1      | Ida Hulkko              | Finlandia   | 1'08"04 |      |
| 8    | 8      | Mona McSharry           | Irlanda     | 1'08"40 |      |

#### Semifinale 2
| Pos. | Corsia | Atleta                | Nazionalità | Tempo   | Note |
| ---- | ------ | --------------------- | ----------- | ------- | ---- |
| 1    | 5      | Julija Efimova        | Russia      | 1'05"87 | Q    |
| 2    | 3      | Jessica Vall          | Spagna      | 1'07"08 | Q    |
| 3    | 4      | Rūta Meilutytė        | Lituania    | 1'07"16 | Q    |
| 4    | 6      | Sophie Hansson        | Svezia      | 1'07"61 | Q    |
| 5    | 2      | Rikke Møller Pedersen | Danimarca   | 1'08"96 |      |
| 6    | 1      | Imogen Clark          | Regno Unito | 1'08"36 |      |
| 7    | 7      | Anna Sztankovics      | Ungheria    | 1'08"59 |      |
| 8    | 8      | Matilde Schrøder      | Danimarca   | 1'08"76 |      |

### Finale
| Pos. | Corsia | Atleta                  | Nazionalità | Tempo   | Note |
| ---- | ------ | ----------------------- | ----------- | ------- | ---- |
|      | 4      | Julija Efimova          | Russia      | 1'05"53 |      |
|      | 2      | Rūta Meilutytė          | Lituania    | 1'06"26 |      |
|      | 3      | Arianna Castiglioni     | Italia      | 1'06"54 |      |
| 4    | 6      | Jessica Vall            | Spagna      | 1'06"98 |      |
| 5    | 5      | Siobhan-Marie O'Connor  | Regno Unito | 1'07"30 |      |
| 6    | 7      | Marina García Urzainqui | Spagna      | 1'07"55 |      |
| 7    | 8      | Martina Carraro         | Italia      | 1'07"59 |      |
| 8    | 1      | Sophie Hansson          | Svezia      | 1'07"67 |      |